# Nördlicher Seeweg

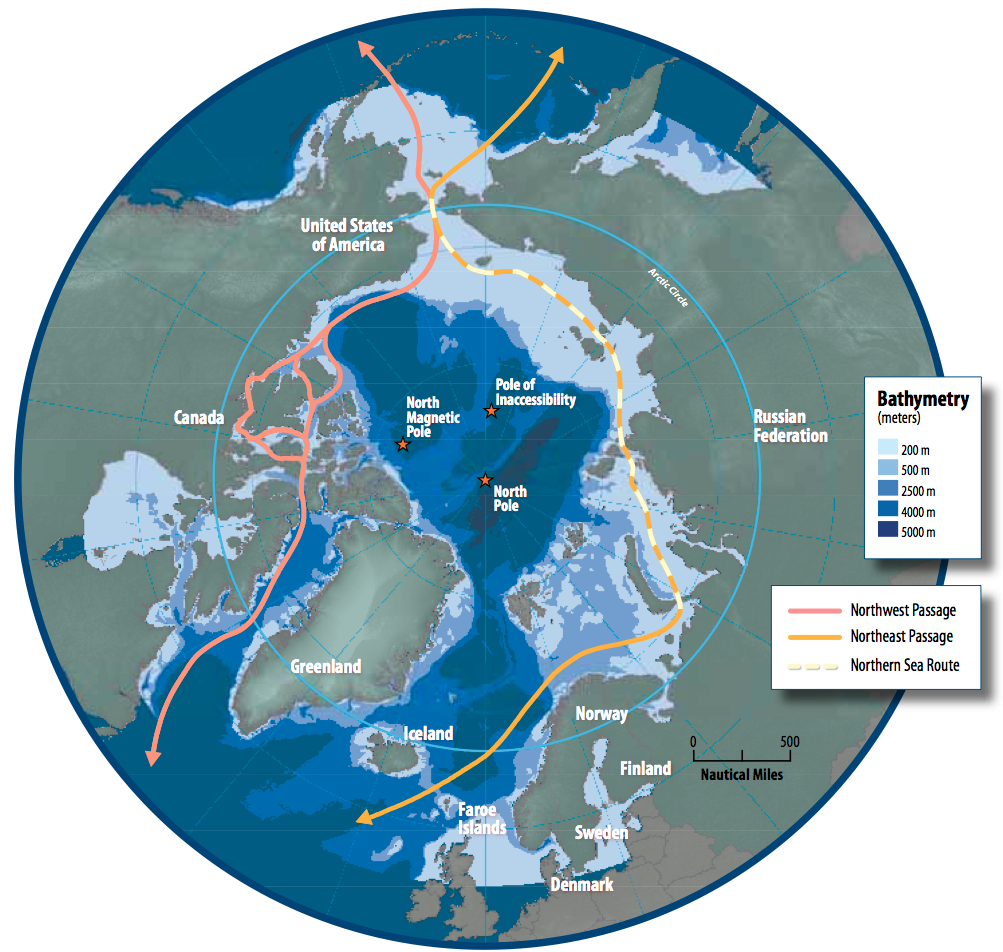
Nordostpassage und Nördlicher Seeweg

Der Nördliche Seeweg ist ein Teil der Nordostpassage. Er führt von Nowaja Semlja an der Karasee zur Beringstraße. Er wurde erstmals 1878–79 von Adolf Erik Nordenskiöld mit dem Schiff Vega bewältigt.
Nach einem großangelegten vierjährigen Expeditionsprojekt zur Erforschung der Geschichte des Nördlichen Seewegs (2016–2019) schuf Leonid Kruglow einen Dokumentarfilm über die Entdeckungen der arktischen Regionen Russlands durch Semjon Deschnjow und seine Nachfolger.